# Hásságy, Baranya
Hásságy (în germană Haschad) este un sat în districtul Bóly, județul Baranya, Ungaria, având o populație de 275 de locuitori (2011).

## Demografie
Componența etnică a satului Hásságy
     Maghiari (66,84%)
     Germani (32,12%)
     Croați (1,04%)
Componența confesională a satului Hásságy
     Fără religie (5,45%)
     Reformați (4%)
     Necunoscută (90,55%)
     Alte religii (1,09%)
Conform recensământului din 2011, satul Hásságy avea 275 de locuitori. Din punct de vedere etnic, majoritatea locuitorilor (66,84%) erau maghiari, existând și minorități de germani (32,12%) și croați (1,04%). Nu există o religie majoritară, locuitorii fiind persoane fără religie (5,45%) și reformați (4,0%). Pentru 90,55% din locuitori nu este cunoscută apartenența confesională.